# 考特妮·贝克尔-戴伊
考特妮·贝克尔-戴伊（英語：Courtenay Becker-Dey，1965年4月27日—），美国女子帆船运动员。她曾代表美国参加1996年和2000年夏季奥林匹克运动会帆船比赛，其中1996年夏季奥运会获得一枚铜牌。